# Риибер, Ярл Магнус
Ярл Магнус Риибер (норв. Jarl Magnus Riiber; род. 15 октября 1997, Осло, Норвегия) — норвежский двоеборец, серебряный призёр Олимпийских игр 2018 года в эстафете, 11-кратный чемпион мира, 5-кратный обладатель Кубка мира (2018/19, 2019/20, 2020/21, 2021/22 и 2023/24), рекордсмен по количеству побед на этапах Кубка мира (71).

## Биография

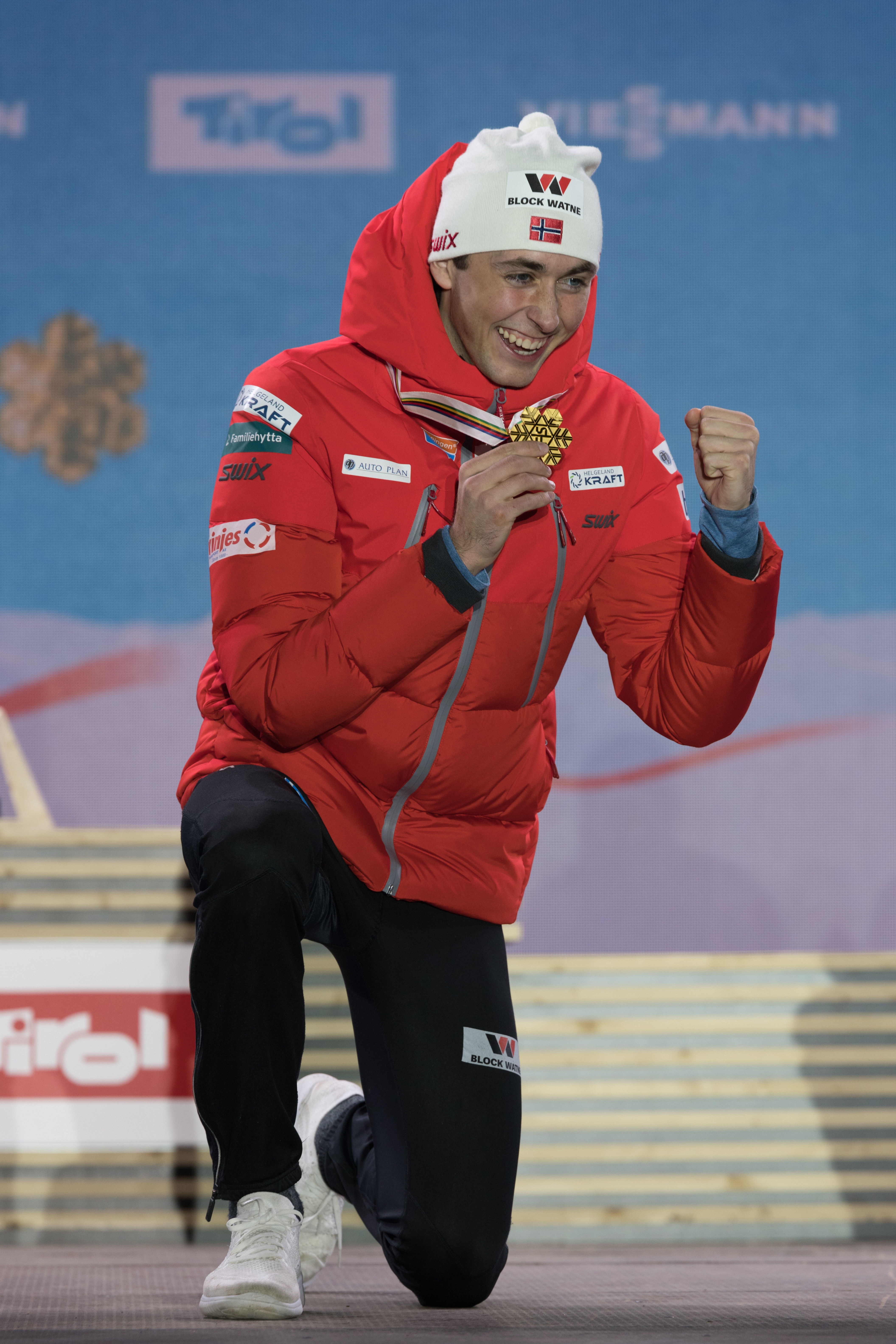
Чемпионат мира 2019 года в Зефельде

Ярл успешно выступал на международных юниорских соревнованиях: в 2014 году в составе норвежской команды завоевал бронзовую медаль на юниорском чемпионате мира, а в 2015 году на аналогичном соревнование завоевал две личные золотые медали и одну бронзовую медаль в командном первенстве.
6 декабря 2014 года Риибер дебютировал на Кубке мира, заняв 28-е место в норвежском Лиллехаммере. 16 января 2015 года в австрийском Зефельде Ярл впервые поднялся на пьедестал этапа Кубка мира, став третьим в индивидуальном первенстве.
Сезон 2015/16 Риибер начал удачно, выиграв серебряную и бронзовую медаль в австрийском Рамзау-ам-Дахштайн.
6 февраля 2016 года Риибер одержал свою первую победу на Кубке мира в Осло. 
Риибер выиграл Кубок мира по лыжному двоеборью 2018/2019. Во время чемпионата мира 2019 в Зеефельде Риибер выиграл золото в личном первенстве на нормальном трамплине. Это было первое выигранное Норвегией золото после победы Бьярте Энген Вика в 2001 году.
На Олимпийских играх 2022 года считался однозначным фаворитом во всех дисциплинах, но сумел выступить только в гонке на 10 км после прыжка с большого трамплина. Риибер отлично исполнил прыжок, занял первое место и стартовал с отрывом в 44 сек от ближайшего преследователя. Он уверенно лидировал в гонке, но ошибся, повернув не на ту трассу, и потерял много времени, возвращаясь. В итоге Риибер занял только восьмое место. В гонке на 10 км после прыжка с нормального трамплина Риибер не сумел выступить из-за положительного теста на COVID-19, а от участия в эстафете отказался в связи с отсутствием моральных и физических сил после неудачи в личной гонке на 10 км после прыжка с большого трамплина. 
На чемпионате мира 2023 года в Планице выиграл 4 золотые медали из 4 возможных.
На чемпионате мира 2025 года в Тронхейме в смешанном командном турнире в составе норвежской команды выиграл свою девятую золотую медаль на чемпионатах мира, а на следующий день и десятую в новой дисциплине компакт-гонке. В заключительной части чемпионата стал 11-кратным чемпионом мира, победив в индивидуальной гонке на 10 км.

## Результаты на крупнейших соревонваниях

### Чемпионаты мира по лыжным видам спорта
15 медалей (11 золотых, 3 серебряные, 1 бронзовая)
| Чемпионаты мира | Норм. трамплин/ 7,5 км | Большой трамплин/ 10 км | Эстафета | Командный спринт | Смешанная эстафета |
| --------------- | ---------------------- | ----------------------- | -------- | ---------------- | ------------------ |
| 2019 Зефельд    | 1                      | 5                       | 1        | 2                | н/д                |
| 2021 Оберстдорф | 1                      | 2                       | 1        | 2                | н/д                |
| 2023 Планица    | 1                      | 1                       | 1        | н/д              | 1                  |
| 2025 Тронхейм   | 1                      | 1                       | 3        | н/д              | 1                  |

### Кубок мира

#### Победы в личных гонках
| #  | Сезон   | Дата            | Место              | Соревнование | Дисциплина  |
| -- | ------- | --------------- | ------------------ | ------------ | ----------- |
| 1  | 2015/16 | 6 февраля 2016  | Осло               | Кубок мира   | HS134/10 км |
| 2  | 2018/19 | 30 ноября 2018  | Лиллехаммер        | Кубок мира   | HS98/5 км   |
| 3  | 2018/19 | 1 декабря 2018  | Лиллехаммер        | Кубок мира   | HS98/10 км  |
| 4  | 2018/19 | 2 декабря 2018  | Лиллехаммер        | Кубок мира   | HS140/10 км |
| 5  | 2018/19 | 22 декабря 2018 | Рамзау-ам-Дахштайн | Кубок мира   | HS98/10 км  |
| 6  | 2018/19 | 5 января 2019   | Отепя              | Кубок мира   | HS100/10 км |
| 7  | 2018/19 | 6 января 2019   | Отепя              | Кубок мира   | HS100/10 км |
| 8  | 2018/19 | 26 января 2019  | Тронхейм           | Кубок мира   | HS138/10 км |
| 9  | 2018/19 | 27 января 2019  | Тронхейм           | Кубок мира   | HS138/10 км |
| 10 | 2018/19 | 2 февраля 2019  | Клингенталь        | Кубок мира   | HS140/10 км |
| 11 | 2018/19 | 3 февраля 2019  | Клингенталь        | Кубок мира   | HS140/10 км |
| 12 | 2018/19 | 9 марта 2019    | Осло               | Кубок мира   | HS134/10 км |
| 13 | 2018/19 | 17 марта 2019   | Шонах              | Кубок мира   | HS106/10 км |
| 14 | 2019/20 | 29 ноября 2019  | Рука               | Кубок мира   | HS142/5 км  |
| 15 | 2019/20 | 30 ноября 2019  | Рука               | Кубок мира   | HS142/10 км |
| 16 | 2019/20 | 1 декабря 2019  | Рука               | Кубок мира   | HS142/10 км |
| 17 | 2019/20 | 7 декабря 2019  | Лиллехаммер        | Кубок мира   | HS140/10 км |
| 18 | 2019/20 | 8 декабря 2019  | Лиллехаммер        | Кубок мира   | HS140/10 км |
| 19 | 2019/20 | 22 декабря 2019 | Рамзау-ам-Дахштайн | Кубок мира   | HS98/10 км  |
| 20 | 2019/20 | 10 января 2020  | Валь-ди-Фьемме     | Кубок мира   | HS104/10 км |
| 21 | 2019/20 | 26 января 2020  | Оберстдорф         | Кубок мира   | HS137/10 км |
| 22 | 2019/20 | 31 января 2020  | Зефельд            | Кубок мира   | HS109/5 км  |
| 23 | 2019/20 | 1 февраля 2020  | Зефельд            | Кубок мира   | HS109/10 км |
| 24 | 2019/20 | 2 февраля 2020  | Зефельд            | Кубок мира   | HS109/15 км |
| 26 | 2019/20 | 22 февраля 2020 | Тронхейм           | Кубок мира   | HS138/10 км |
| 26 | 2019/20 | 23 февраля 2020 | Тронхейм           | Кубок мира   | HS138/10 км |
| 27 | 2019/20 | 7 марта 2020    | Осло               | Кубок мира   | HS134/10 км |
| 28 | 2020/21 | 27 ноября 2020  | Рука               | Кубок мира   | HS142/5 км  |
| 29 | 2020/21 | 28 ноября 2020  | Рука               | Кубок мира   | HS142/10 км |
| 30 | 2020/21 | 15 января 2021  | Валь-ди-Фьемме     | Кубок мира   | HS104/10 км |
| 31 | 2020/21 | 17 января 2021  | Валь-ди-Фьемме     | Кубок мира   | HS104/10 км |
| 32 | 2020/21 | 29 января 2021  | Зефельд            | Кубок мира   | HS109/5 км  |
| 33 | 2020/21 | 30 января 2021  | Зефельд            | Кубок мира   | HS109/10 км |
| 34 | 2020/21 | 31 января 2021  | Зефельд            | Кубок мира   | HS109/15 км |
| 35 | 2020/21 | 20 марта 2021   | Клингенталь        | Кубок мира   | HS140/10 км |
| 36 | 2020/21 | 21 марта 2021   | Клингенталь        | Кубок мира   | HS140/10 км |